# Голубянки
Голубя́нки (лат. Lycaenidae; устаревшее название — Cupidinidae) — семейство дневных бабочек. Насчитывает более 5200 видов в мировой фауне, распространённых преимущественно в тропиках, из них около 450—500 — в умеренном поясе северного полушария.

## Описание
Бабочки обычно небольшого размера, с хорошо выраженным половым диморфизмом, особенно в окраске крыльев — самцы окрашены в более яркие тона. Размах крыльев большинства видов семейства 20—40 мм, у тропических видов максимум до 60 мм (например Evenus coronata). Крылья широкие. Иногда задние крылья обладают тонким коротким «хвостиком» (у хвостаток).
Обычно окраска верхней стороны крыльев самок тёмно-бурая с желтоватыми или оранжевыми пятнышками в их краевой части. Отличия самцов от самок заключаются в том, что желтоватые пятна у них сокращаются или исчезают (хвостатка падубовая, большинство червонцев, зефир берёзовый). Крылья становятся или одноцветно бурыми, или на них более-менее ярко проступает синий (Cupido) или огненно-красный фон (Lycaena). Голубая или огненная окраска у самок выражена слабее, чем у самцов тех же видов, тёмных элементов рисунка сохраняется больше, в частности сильнее выражен рисунок, соответствующий глазкам нижней стороны. Снизу окраска крыльев буроватая или сероватая.
Для многих видов Lycaena и Cupido характерен глазчатый рисунок на нижней стороне крыльев. Такой рисунок мы можем наблюдать у голубянки икар. Он состоит из двойного ряда чёрных пятнышек вдоль края, разделённых оранжевой каёмкой, обыкновенно распадающейся на отдельные оранжевые луночки; из ряда глазков в светлых ободках, проходящих поперёк передних и задних крыльев на половине расстояния между краем и концом средней ячейки; из точек и чёрточек на поперечных жилках каждого крыла и из нескольких глазков на прикорневой части крыльев. У некоторых видов этот рисунок проявляется и на верхней стороне крыльев. Наиболее постоянным элементом являются краевые пятна и наиболее полно этот рисунок выражен у самок.
У голубянок родов Thecla, Callophrys рисунок нижней стороны крыльев состоит только из поперечных полосок и пятна в виде глазков обособляются только у края задних крыльев, и то не у всех видов. Между этими типами рисунков мы можем наблюдать — правда только на юге — и связующие звенья в лице голубянка римн и голубянки длиннохвостой. При внимательном рассмотрении рисунков крыльев голубянки гороховой и наших обычных голубянок можно заметить, что глазчатый рисунок может быть сведён к поперечно-полосатому, распадающемуся на отдельные пятнышки (при исчезновении одних элементов и небольшой перегруппировке других). У Celastrina argiolus чёрные пятнышки узкие и вытянуты в поперечном направлении, этим указывая на своё происхождение от разорвавшейся на мелкие чёрточки поперечной линии.
Эволюционное изменение рисунка крыльев голубянок можно проследить при сравнении отдельных видов и изучении индивидуальной изменчивости в пределах одного вида. Эти изменения сводятся к исчезновению глазков в прикорневой области и постепенному недоразвитию краевого рисунка, начиная с передних крыльев и заканчивая задним углом задних крыльев. Например, у отдельных особей голубянки икар прикорневые точки могут совсем исчезнуть. Дальнейшее изменение рисунка заключается либо в полном исчезновении глазков, либо в их разрастании и слиянии в продольном направлении, вдоль жилок крыла. Так, у «слепой» формы голубянки семиаргуса глазки исчезают вовсе. В простых случая глазки принимают клинообразную форму или, сопровождаясь добавочными точками, получают форму восклицательных знаков. Наблюдается также слияние пятнышек, расположенных в одной ячейке. Наиболее часто наблюдается слияние глазков I ячейки передних крыльев, и из них формируется изогнутая чёрная полоска в виде лежащей скобки. Такое изменение можно встретить среди осеннего поколения голубянки икар. В крайних случаях с глазками сливаются и элементы краевого рисунка, и пятнышки на поперечных жилках, образуя «пальчатый», «лучевой» рисунок. Такой рисунок возникает в опытах в крайних условиях и в природе может возникнуть при необычных метеорологических условиях.
Глаза волосатые, реже голые, овальные с выемкой у основания усиков и окаймлением из белых чешуек. Усики булавовидные. Щупики короткие. Основания усиков без волосистых кисточек. Плечевой жилки нет. Передние ноги короче средних и задних, обычно несегментированные, с одним коготком. Задние голени с одной парой шпор или без неё. Передние ноги самцов слегка недоразвиты (лапки без сегментации), не функционируют при хождении, но в покое не прижаты к телу. Все ноги самок развиты нормально.
Гусеницы голубянок мокрицевидные, короткие, плоские снизу, с сильно выпуклой спиной и очень маленькой головкой. Их длина не превышает 15—20 мм. Они живут на различных породах деревьев и кустарников (хвостатки), травянистых гречишных (многоглазки) или же на бобовых. Гусеницы голубянок ведут одиночный и скрытный образ жизни, они остаются малозаметными на листьях кормовых растений, чему способствует их форма и окраска тела со штриховкой, напоминающей жилки листьев. Многие факультативно или облигатно питаются тлями, червецами и другими равнокрылыми, нередко склонны к каннибализму. Ряд видов — симбионты муравьёв. Их гусеницы живут на растениях вблизи муравейников, а куколки покоятся в гнёздах муравьёв. Гусеницы примерно 300 видов голубянок считаются энтомофагами (или предположительно, энтомофагами) на последних стадиях развития их гусениц. Они питаются равнокрылыми насекомыми и личинками муравьёв, находящимися с ними в мирмекофильной ассоциации. Это в основном (около 90 %), представители подсемейства Miletinae и родов Lepidochrysops, Phengaris (ранее - Maculinea) (Polyommatinae), и лишь около 40 видов из других таксономических групп голубянок. Равнокрылыми насекомыми питаются гусеницы голубянок родов Feniseca, Logania, Miletus, Spalgis, Taraka, Thestor и другие. Случаи питания тлями отмечены у гусениц голубянок видов Spalgis pius из Индии и Feniseca tarquinius из Северной Америки. Гусеницы последней питаются тлями родов Neoprociphilus, Pemphigus, Prociphilus и Schizoneura.
Короткие толстые куколки у одних форм прикрепляются к листьям и веткам и придерживаются при помощи паутинистого пояска, у других покоятся в земле в паутинистом плетении. Куколка хвостатки сливовой имеет охранительное свойство, делающее её похожей на птичий помёт. Куколка дубовой хвостатки, будучи потревоженной, издаёт скрипящие звуки. Куколка червонца голубоватого напоминает несъедобные куколки божьих коровок.

## Мирмекофилия
Гусеницы примерно половины всех видов голубянок так или иначе связаны в цикле своего развития с муравьями. Они живут в муравейниках, находясь с муравьями в симбиотических отношениях, например, с родом мирмик (Myrmica).
Взаимосвязи между муравьями и гусеницами голубянок по своему типу могут быть мутуалистическими или паразитическими. Такие ассоциации варьируются от слабых факультативных взаимодействий, в которых личинки лишь изредка посещаются несколькими видами муравьёв (около 45 % ассоциаций), до сложных облигатных ассоциаций, в которых гусеницы всегда находятся под присмотром муравьёв, часто только одного единственного вида (30 %). 12 % облигатных ассоциаций с муравьями (3 % всех ассоциаций) являются паразитическими или иногда, даже, хищническими: гусеницы голубянок, принятые в муравейник, в некоторых случаях выступают в роли хищников, поедающих личинок муравьёв. Облигатные ассоциации встречаются гораздо чаще в южном полушарии, чем в северном. В Австралии и ЮАР более распространены облигатные ассоциации (39 % и 59 %, соответственно), в то время как в Неарктике только 2 % голубянок считаются облигатными мирмекофилами, а более 80 % исследованных видов остаются без присмотра муравьёв. В Юго-Восточной Азии облигатные и факультативные ассоциации муравьёв и гусениц голубянок составляют 22 % и 53 %, соответственно, а в Палеарктике — 12 % и 67 %; в остальных случаях таковые связи в этих зоогеографических областях не выявлены (25 % и 20 %).
Гусеницы мирмекофильных голубянок имеют целый ряд органов для облегчения общения с муравьями и манипулирования ими. Например, такие органы как дорзальная нектароносная железа (dorsal nectary organs, DNOs), куполовидные органы (pore cupola organs, PCOs), щупальцевые органы (tentacle organs, TOs), — обнаруживаются у большинства личинок голубянок, связанных с муравьями. Они действуют, чтобы умиротворять муравьёв или привлечь их внимание, выделяя летучие вещества, когда личинки ими потревожены. Нектароносная железа на спинной поверхности 7-го сегмента продуцирует сладкие выделения и имеет первостепенное значение в мирмекофильной ассоциации для «вознаграждения» привлечённых муравьёв. Эти органы являются экзокринными железами, которые производят «медвяную росу», сильно отличающуюся от сходных выделений равнокрылых насекомых. Функционально эти органы находятся ближе к внецветковым нектарникам растений, чем к экскреторной системе тлей. Вторичная потеря этих органов часто приводит к исчезновению мирмекофильных ассоциаций, что указывает на то, что выделение нектара имеет большое значение.
Гусеницы многих голубянок обладают комплексом эволюционно выработанных химических и акустических сигналов для контролирования поведения муравьёв. Одним из примеров мирмекофилии являются взаимовыгодные отношения муравьёв и гусениц, проявляющееся в трофобиозе. Гусеницы выделяют из дорзальной нектароносной железы сладкую жидкость, привлекающую муравьёв. Муравьи, ощупывая усиками этот орган, вызывают рефлекторное выделение гусеницей жидкости, которая, вероятно, содержит феромоны лихневмоны, обусловливающие поведение муравьёв. В ответ муравьи обеспечивают защиту гусениц от потенциальных хищников и врагов. Известны формы трофобиоза муравьёв с гусеницами некоторых видов бабочек из семейств голубянки.
Некоторые гусеницы голубянок обладают также звукоиздающими органами, влияющими на поведение муравьёв — одни виды имеют только шаровую щетинку на теле гусеницы, другие — вместе с звуковой ресничкой, при отсутствии нектароносной железы. Таким образом они производят вибрации и звук, воспринимаемые муравьями.
Все виды мирмекофильных голубянок в Голарктике приурочены к луговым муравейникам. Одним из таких видов является голубянка алькон (Maculinea alcon), самки которой откладывают яйца на цветы растений семейства горечавковые. Гусеницы живут внутри цветка две-три недели, прогрызают отверстие и выбираются наружу, после чего спускаются на землю на шелковой нити. Оказавшись на земле, они ждут, пока их найдут рабочие особи муравьёв из рода Myrmica и отнесут к себе в муравейник. В гнезде муравьёв гусеницы поедают личинок и куколок муравьёв, оставаясь зимовать. В июне гусеницы окукливаются, оставаясь внутри муравейника. Через месяц из куколки выходит бабочка, которая выбирается из гнезда. Большинство видов голубянок развиваются в гнёздах лишь одного вида муравьёв, но гусеницы голубянки алькон и голубянки арион обитают в гнёздах муравьёв различных видов, на разных участках своего ареала. Гусеницы огневок рода Niphopyralis (Wurthia) живут в гнёздах древесных муравьёв Oecophylla и полирахис.

## Классификация
416 родов и около 5200 видов (на декабрь 2011 года), включая один ископаемый вид.
В некоторых классификациях сюда включают и группу Riodininae.
Среди голубянок есть таксоны, описанные писателем Набоковым: Cyclargus Nabokov, 1945; Echinargus Nabokov, 1945; Cyclargus erembis Nabokov, 1948 (сейчас рассматривается как подвид Cyclargus ammon erembis) и другие.
В семействе выделяют следующие подсемейства:
- Curetinae — Ориентальная область, Палеарктика
- Liphyrinae — Африка, Азия
- Lipteninae — Афротропика
- Lycaeninae Leach, 1815 — Червонцы; Голарктика
  - Триба Lycaenini
  - Триба Heliophorini
- Miletinae — Африка, Ориентальная область, Голарктика
- Polyommatinae Swainson, 1827 — повсеместно
- Poritiinae — Ориентальная область
- Theclinae Swainson, 1831 — Хвостатки; повсеместно (около 20 триб и 200 родов)

## Филогения и эволюция
Древнейшие находки представителей семейства (1 известный ископаемый вид) известны из миоцена, когда систематический состав булавоусых чешуекрылых, видимо, уже приближается к современному. Отсутствие доолигоценовых находок может быть связано с тем, что более древние бабочки известны, главным образом, из ископаемых смол (янтаря), где крупные насекомые практически не встречаются. Поэтому весьма правдоподобно, что бабочки с открыто живущими гусеницами появились только лишь в олигоцене. Преобладание среди них форм, экологически связанных предположительно с древесной и кустарниковой растительностью или с лианами при отсутствии многих важных групп, являющихся связанными с травянистыми растениями, как то голубянки и некоторые другие, является отражением слабого развития открытых травянистых ландшафтов в палеогене и резкое увеличение их площади в неогене.